# Riddarhyttan
Riddarhyttan est une localité de la commune de Skinnskatteberg dans le comté de Västmanland en Suède.
Sa population était de 303 habitants en 2019.